# Мартин-гик

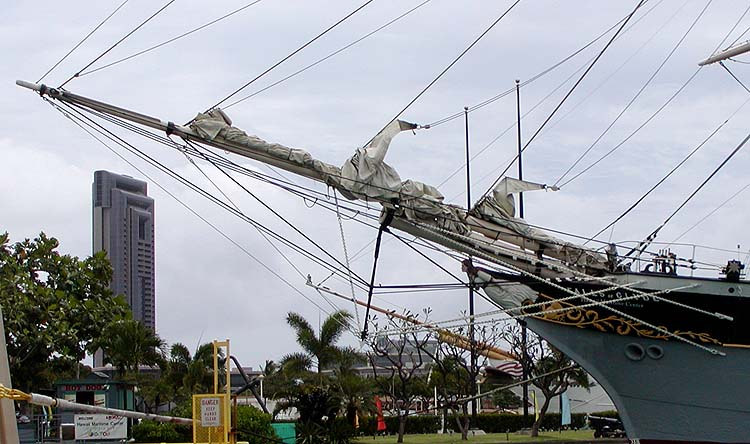
Бушприт судна Falls of Clyde с мартин-гиком

Мартин-гик (англ. Martingale boom, от фр. Martingale — «ремень от узды к подпруге») — рангоутное дерево, подвешенное вертикально под внешним ноком бушприта. Нок мартин-гика обращён вниз. Служит для разноса снастей стоячего такелажа — утлегарь-штагов, бом-утлегарь-штагов и мартин-бакштагов. Устаревшее название мартин-гика — «выстрел бушприта».
Иногда на крупных судах (например, на корабле «Цесаревич») устанавливали 2 мартин-гика, расположенных друг относительно друга под некоторым углом.